# Escudo de Gijón
El escudo de Gijón se lleva utilizando en su forma actual al menos desde el año 1649, en el que se tiene constancia oficial de su uso. En él se representa a Don Pelayo, aunque su figura ha sufrido variaciones a lo largo del tiempo. Así, en aquella época el rey astur vestía una armadura completa y celada, al uso del siglo XV. Hacia 1873 aparece una versión en la que Pelayo viste según la vestimenta habitual del siglo VIII.
El Ayuntamiento pleno, el 2 de diciembre de 1949, acordó

Primero, aprobar por unanimidad que el escudo de Gijón sea la efigie del Rey Pelayo con la Cruz de la Victoria; y segundo, que los elementos accesorios se sometan a votación, y al efecto se acuerda que la efigie del Rey Pelayo ha de llevar la Cruz de la Victoria en la mano izquierda, y la espada desenvainada hacia abajo en la mano derecha. Se acuerda que la Cruz ha de llevar báculo.

Se solicitó entonces al artista gijonés Iván Fernández Candosa la realización del diseño del escudo aprobado, presentando este el actual escudo de armas, para lo que se inspiró en un cuadro de Federico Madrazo.
En 1992 se encargó una imagen más moderna de la obra de Iván Fernández Candosa a la empresa Taller Gráfico Llanos Heredia, resultando el diseño actual, publicado en el "Manual de Identidad Gráfica del Ayuntamiento de Gijón".
En dicho manual también se indica que el escudo que se debe de utilizar en la bandera de Gijón tiene que ser la versión polícroma.

## Otras versiones

Versión a 3 tintas utilizada actualmente por el ayuntamiento
Versión polícroma especial para la bandera según el último "Manual de Identidad Gráfica del Ayuntamiento de Gijón"